# Liste der Kulturdenkmäler in Deuselbach
In der Liste der Kulturdenkmäler in Deuselbach sind alle Kulturdenkmäler der rheinland-pfälzischen Ortsgemeinde Deuselbach aufgeführt. Grundlage ist die Denkmalliste des Landes Rheinland-Pfalz (Stand: 10. August 2023).

## Einzeldenkmäler
| Bezeichnung | Lage                                     | Baujahr                           | Beschreibung                                                                                             | Bild |
| ----------- | ---------------------------------------- | --------------------------------- | --- | ---- |
| Brunnen     | Hochwaldstraße, bei Nr. 2 Lage           | 19. Jahrhundert                   | Laufbrunnen, Sandstein, 19. Jahrhundert                                                                  | BW   |
| Bauernmühle | nordöstlich des Ortes am Einzelbach Lage | erste Hälfte des 19. Jahrhunderts | ein- bis zweigeschossiger Bruchsteinbau, Fachwerkgiebel, wohl aus der ersten Hälfte des 19. Jahrhunderts | BW   |